# Monte Ellsworth
Il Monte Ellsworth (in lingua inglese: Mount Ellsworth) con i suoi 2.925 m di altezza è il picco più elevato di un massiccio montuoso allungato tra il Ghiacciaio Steagall e il Ghiacciaio Amundsen, nei Monti della Regina Maud, in Antartide. 
Fu scoperto dell'esploratore polare statunitense Byrd nel corso della sua prima spedizione antartica, durante il volo del 28-29 novembre 1929 verso il Polo Sud.
La denominazione è stata assegnata dallo stesso Byrd in onore dell'esploratore polare statunitense Lincoln Ellsworth.